# Ce-ți cântă dragostea
Ce-ți cântă dragostea (pol. Co śpiewa twoja miłość) – singel rumuńskiej piosenkarki Roxen. Kompozycja została wydana 12 listopada 2019 jako debiutancki singiel artystki.
Po wydaniu piosenka odniosła komercyjny sukces w Rumunii. Kompozycja znalazła się na 1. miejscu listy Airplay 100, najczęściej odtwarzanych utworów w rumuńskich rozgłośniach radiowych.

## Powstanie utworu i historia wydania
Utwór napisali Theea Miculescu, Andreea Moldovan i Roxen. Za produkcję odpowiada Mihai Alexandru Bogdan i Viky Red.
Singel ukazał się w formacie digital download 12 listopada 2019 globalnie za pośrednictwem wytwórni płytowej Global Records. Dodatkowo po premierze wydano kilka remiksów i wersję na żywo.

## „Ce-ți cântă dragostea” w stacjach radiowych
Nagranie było notowane na 1. miejscu w zestawieniu Airplay 100, najczęściej odtwarzanych utworów w rumuńskich rozgłośniach radiowych. Utwór zajął także 1. miejsce na takiej samej liście, tyle że publikowanej przez organizację Media Forest. Kompozycja dotarła również na 1. miejsce w zestawieniu najczęściej odtwarzanych teledysków w rumuńskich stacjach telewizyjnych.

## Teledysk i promocja
Do utworu powstał teledysk wyreżyserowany przez Ralucę Netcę, który udostępniono w dniu premiery singla za pośrednictwem serwisu YouTube. Do 14 czerwca 2022 klip odtworzono ponad czterdzieści milionów razy. Klip został wyreżyserowany przez Ralucę Netca, a Alexandru Mureșan został zatrudniony jako operator filmowy. Loops Production przeprowadziło produkcję, a montaż zapewniło bmabid. W celach promocyjnych Roxen wykonywała utwór na żywo od listopada 2019 do marca 2020 roku w Rumunii, kolejno w; Global Studios, Pro FM, Radio ZU, La Măruță i Virgin Radio.

## Lista utworów
- Digital download[2]

1. „Ce-ți cântă dragostea” – 3:13

- Digital download (Wersje alternatywne)[3]

1. „Ce-ți cântă dragostea” (Andrew Maze Remix) – 3:41
2. „Ce-ți cântă dragostea” (Adrian Funk X OLiX Remix) – 3:05
3. „Ce-ți cântă dragostea” (Adrian Extended Mix) – 4:03
4. „Ce-ți cântă dragostea” (Arias Remix) – 3:09
5. „Ce-ți cântă dragostea” (Manda Remix) – 4:13
6. „Ce-ți cântă dragostea” (Manda Extended Mix) – 5:06
7. „Ce-ți cântă dragostea” (DJ Mate & Robert Georgescu Remix) – 3:30
8. „Ce-ți cântă dragostea” (DJ Dark & Mentol Remix) – 3:07
9. „Ce-ți cântă dragostea” (Live) – 3:48

## Notowania

### Pozycje na listach airplay
| Kraj    | Lista (2019)          | Najwyższa pozycja |
| ------- | --------------------- | ----------------- |
| Rumunia | Airplay 100           | 1                 |
| Rumunia | Romania Radio Airplay | 1                 |
| Rumunia | Romania TV Airplay    | 1                 |